# Cuspidaria multicostata
Cuspidaria multicostata is een tweekleppigensoort uit de familie van de Cuspidariidae. De wetenschappelijke naam van de soort is voor het eerst geldig gepubliceerd in 1993 door Egorova.